# Charlie Estcourt
Charlotte Estcourt, detta Charlie (Berkshire, 27 maggio 1998), è una calciatrice gallese, centrocampista del DC Power e della nazionale gallese.

## Carriera

### Club
Estcourt si appassiona al calcio fin dalla giovane età, iniziando la carriera al Reading, giocando nella Youth Academy, la sezione giovanile del club, dall'età di nove anni.
Nel 2011 si trasferisce al Chelsea, club dove rimane per quattro anni giocando sempre a livello giovanile prima di tornare, sedicenne, in organico alle Royals.
All'inizio della stagione 2016, Estcourt si è unita al Bristol City con un prestito a breve termine, club con il quale nei tre mesi di permanenza matura 10 presenze, siglando 2 reti, in campionato. Al suo rientro al Reading Estcourt firma il suo primo contratto da professionista, disputando con il club il campionato di FA Women's Super League 1 2017, le cosiddette spring series che costituivano la transizione dallo schema di torneo "estivo" a quello "invernale, prima di tornare in prestito al Bristol City per la stagione 2017-2018.
Tornata nuovamente al Reading, nel giugno 2018 Estcourt ha firmato un nuovo contratto biennale che la lega al club fino al termine della stagione 2019-2020. Tuttavia nell'estate 2019 viene ceduta nuova nuovamente in prestito, questa volta al Charlton Athletic, disputando l'edizione 2019-2020 della FA Women's Championship maturando 11 presenze in campionato Prima che questo venisse sospeso per le restrizioni legate alla pandemia di COVID-19.
Conclusi i termini contrattuali, l'8 giugno 2020 con un comunicato il Reading informava che Estcourt era tra le giocatrici ad aver lasciato il club.
Nella stagione successiva si accasa alle London Bees, continuando a giocare nella seconda divisione inglese di categoria, per poi trasferirsi durante la successiva pausa estiva di calciomercato al Coventry Utd
Nel settembre 2022, è stato confermato che Estcourt si è unita al Birmingham City in arrivo dal club di Coventry. Con il nuovo club disputa 15 incontri in Women's Championship, condividendo con le compagne l'ottima stagione della squadra che a fine campionato sfiora la promozione fermandosi a un solo punto dal Bristol City.
Per la stagione successiva si trasferisce alla sua vecchia squadra del Reading, giocando ancora una volta nella seconda divisione del calcio inglese. Il campionato però si Divella complicato per Estcourt e compagne, con la squadra incapace di staccarsi dalla parte bassa della classifica anche se alla fine, raggiunto il decimo posto, riesce a ottenere la salvezza.
Durante la pausa estiva nuovamente la centrocampista decide di lasciare il club, la cui dirigenza aveva già deciso di non iscriversi al successivo campionato di Championship scalando di un livello, cogliendo così l'opportunità di disputare per la prima volta un campionato all'estero firmando un contratto con un club statunitense, il DC Power, uno degli otto iscritti alla stagione inaugurale di USL Super League.